# Modus vivendi
Modus vivendi là một cụm từ Latin biểu thị cho một thỏa thuận giữa những người có ý kiến, quan điểm khác nhau.

## Ý nghĩa
Modus có nghĩa là hay phương pháp, cách thức. Vivendi nghĩa là thuộc về cuộc sống. Cùng với nhau, cụm từ này ngụ ý chỉ sự dàn xếp giữa các bên tranh chấp để giải quyết các sự khác biệt về quan điểm. Nó thường mô tả những thỏa thuận không chính thức và tạm thời trong các vấn đề chính trị. Ví dụ, nếu hai bên đạt được một "modus vivendi" liên quan đến lãnh thổ tranh chấp, mặc dù xung khắc nhau về chính trị, lịch sử, hay văn hóa, một sự thỏa thuận tương ứng với vị trí các phe để giải quyết sự khác biệt được hình thành. Ý nghĩa của thuật ngữ này đã được sử dụng như là một nguyên tắc căn bản trong triết học chính trị của John N. Gray.
Trong ngoại giao, một "modus vivendi" là một công cụ cho việc thiết lập một thỏa thuận quốc tế có tính chất tạm thời, dự định sẽ được thay thế bằng một thỏa thuận có thực chất hơn và thấu đáo, chẳng hạn như một hiệp ước. Nó thường là thỏa thuận không chính thức nên không bao giờ đòi hỏi lập pháp phê chuẩn. Thông thường, đình chiến và các công cụ của sự đầu hàng quân sự là modus vivendi.

## Thí dụ
Sau khi Kuwait trở nên độc lập vào năm 1961, Iraq tuyên bố là nó thuộc lãnh thổ của mình. Tuy nhiên, sau khi Anh quốc can thiệp vào, Iraq tuy công nhận sự độc lập của Kuwait, nhưng vẫn cho nó là tỉnh thứ 19 của mình, một modus vivendi.